# 15632 Magee-Sauer
15632 Magee-Sauer este un asteroid din centura principală de asteroizi.

## Descriere
15632 Magee-Sauer este un asteroid din centura principală de asteroizi. A fost descoperit pe 26 aprilie 2000 la Stația Anderson Mesa în cadrul programului LONEOS. Asteroidul prezintă o orbită caracterizată de o semiaxă mare de 2,28 ua, o excentricitate de 0,09 și o înclinație de 5,1° în raport cu ecliptica.